# Contee dell'Inghilterra
     Contee metropolitane
     Contee non metropolitane
     Grande Londra

Contee amministrative e area di Londra
Contee metropolitane
Contee non metropolitane
Grande Londra

Le contee dell'Inghilterra (in inglese: counties) si distinguono tra:
- 83 contee con funzioni di governo locale, che rappresentano una suddivisione amministrativa e che si distinguono a loro volta in:
  - 77 contee non metropolitane, di cui 43 sono unitary authorities;
  - 6 contee metropolitane;
- 48 contee cerimoniali, prive di funzioni amministrative, cui è preposto un lord luogotenente secondo la disciplina prevista dal Lieutenancies Act del 1997 (con l'eccezione della città di Londra per la quale è istituita una Commissione di luogotenenza e non un singolo lord luogotenente).

La differenza tra contee con funzioni di governo e quelle cerimoniali non è tale per cui l'una esclude l'altra: in molti casi una contea con funzioni di governo locale coincide territorialmente con una cerimoniale. Una contea amministrativa potrebbe essere qualificata anche come borough o city, definizioni che non hanno alcuna valenza istituzionale.
Vi sono poi le contee tradizionali, che hanno una semplice rilevanza storica.
Le contee a rilevanza amministrativa sono ulteriormente suddivise in distretti: le contee non metropolitane si dividono in distretti non metropolitani, le contee metropolitane in distretti metropolitani, detti anche metropolitan boroughs.

## Contee cerimoniali
1. Northumberland
2. Tyne and Wear
3. Durham
4. Cumbria
5. Lancashire
6. North Yorkshire
7. East Riding of Yorkshire
8. South Yorkshire
9. West Yorkshire
10. Grande Manchester
11. Merseyside
12. Cheshire
13. Derbyshire
14. Nottinghamshire
15. Lincolnshire
16. Rutland
17. Leicestershire
18. Staffordshire
19. Shropshire
20. Herefordshire
21. Worcestershire
22. West Midlands
23. Warwickshire
24. Northamptonshire
25. Cambridgeshire
26. Norfolk
27. Suffolk
28. Essex
29. Hertfordshire
30. Bedfordshire
31. Buckinghamshire
32. Oxfordshire
33. Gloucestershire
34. Bristol
35. Somerset
36. Wiltshire
37. Berkshire
38. Grande Londra
39. Kent
40. East Sussex
41. West Sussex
42. Surrey
43. Hampshire
44. Isola di Wight
45. Dorset
46. Devon
47. Cornovaglia

Mappa delle contee cerimoniali

A queste si aggiunge la città di Londra, che tuttavia non è considerata alla stregua di tutte le altre contee agli effetti della Lieutenancies Act.

## Contee amministrative

### Contee non metropolitane
Una contea non metropolitana è una contea extraurbana con più di un distretto, che rappresenta ciò che più si avvicina al concetto di provincia secondo i canoni dell'Europa continentale, essendo un ente amministrativo che al suo interno contiene più autorità comunali. Il loro nome non ha necessariamente il suffisso -shire, che le contraddistigue di solito.
Oltre ad altre 42 unitary authorities, vi sono 35 contee di questo tipo: Bedfordshire, Berkshire, Buckinghamshire, Cambridgeshire, Cheshire, Cumbria, Derbyshire, Devon, Dorset, Durham, East Sussex, Essex, Gloucestershire, Hampshire, Hertfordshire, Kent, Lancashire, Leicestershire, Lincolnshire, Norfolk, Northamptonshire, Northumberland, North Yorkshire, Nottinghamshire, Oxfordshire, Shropshire, Somerset, Staffordshire, Suffolk, Surrey, Warwickshire, West Sussex, Wiltshire, Worcestershire
Trentaquattro contee di queste 35 dispongono di un consiglio di contea, equivalente a un consiglio provinciale. Fa eccezione il Berkshire che non ne ha. Talvolta ad esso non ci si riferisce con il termine "contea" (in inglese shire), proprio per l'assenza di un consiglio di contea. La posizione amministrativa della Cornovaglia suscita dubbi sull'opportunità di considerarla o meno una shire. È interessante notare che la Cornovaglia è l'unica contea dove una consistente minoranza mette in discussione la sua posizione costituzionale e afferma che dovrebbe essere definita come un ducato e una delle nazioni fondatrici del Regno Unito.

### Contee metropolitane
Le metropolitan county o contee metropolitane sono sei, individuate in quelle contee dove l'esplosione dell'urbanizzazione ha creato nei fatti larghe conurbazioni: Grande Manchester, Merseyside, South Yorkshire, Tyne and Wear, West Midlands, West Yorkshire.
I consigli di queste contee sono stati aboliti nel 1986 dal governo di Margaret Thatcher per ragioni più politiche che pratiche, ma legalmente esse esistono ancora. Sono usate per scopi amministrativi e geografici e sono ancora contee cerimoniali. La maggior parte dei poteri dei consigli sono stati devoluti ai borghi metropolitani, che sono ora a tutti gli effetti autorità unitarie, anche se alcune funzioni (servizi di emergenza, protezione civile, trasporti pubblici) sono amministrate unitamente a livello di contea metropolitana.

### Lista delle contee amministrative

Mappa delle contee metropolitane e non metropolitane dell'Inghilterra (Grande Londra, GL: area amministrativa e regione, non una contea)

#### Contee non metropolitane

##### Unitary authorities
- 1. Northumberland
- 3. Durham
- 6. Blackpool
- 7. Blackburn with Darwen
- 10. Darlington
- 11. Stockton-on-Tees
- 12. Middlesbrough
- 13. Hartlepool
- 14. Redcar and Cleveland
- 15. York
- 16. East Riding of Yorkshire
- 17. Kingston upon Hull
- 18. North Lincolnshire
- 19. North East Lincolnshire
- 22. Nottingham
- 25. Derby
- 28. Halton
- 29. Warrington
- 30. Cheshire West and Chester
- 31. Cheshire East
- 32. Shropshire
- 33. Telford and Wrekin
- 35. Stoke-on-Trent
- 39. Leicester
- 40. Rutland
- 42. Peterborough
- 47. Southend-on-Sea
- 48. Thurrock
- 50. Bedford
- 51. Central Bedfordshire
- 52. Luton
- 53. Milton Keynes
- 58. Herefordshire
- 59. South Gloucestershire
- 60. Bristol
- 61. North Somerset
- 62. Bath and North East Somerset
- 63. Wiltshire
- 64. Swindon
- 66. Medway
- 69. Brighton & Hove
- 73. Southampton
- 74. Portsmouth
- 75. Isola di Wight
- 77. Poole
- 78. Bournemouth
- 81. Torbay
- 82. Plymouth
- 83. Cornovaglia

##### Contea non metropolitana senza consiglio di contea
- 65. Berkshire (i distretti di questa contea, pari a 6, sono unitary authorities)

##### Contee non metropolitane con consiglio di contea
- 4. Cumbria
- 5. Lancashire
- 9. North Yorkshire
- 20. Lincolnshire
- 21. Nottinghamshire
- 24. Derbyshire
- 34. Staffordshire
- 37. Warwickshire
- 38. Leicestershire
- 41. Northamptonshire
- 43. Cambridgeshire
- 44. Norfolk
- 45. Suffolk
- 46. Essex
- 49. Hertfordshire
- 54. Buckinghamshire
- 55. Oxfordshire
- 56. Gloucestershire
- 57. Worcestershire
- 67. Kent
- 68. East Sussex
- 70. West Sussex
- 71. Surrey
- 72. Hampshire
- 76. Dorset
- 79. Somerset
- 80. Devon

#### Contee metropolitane
- 2. Tyne and Wear
- 8. West Yorkshire
- 23. South Yorkshire
- 26. Grande Manchester
- 27. Merseyside
- 36. West Midlands

## Storia

### 1888: Consigli di contea
Nel 1888 il governo conservatore di lord Salisbury istituì i consigli di contea per tutta l'Inghilterra e il Galles, con il compito di amministrare le cosiddette contee amministrative. I borghi di contea, corrispondenti alle attuali autorità unitarie, erano esclusi dalle contee amministrative.
Il Cambridgeshire, il Lincolnshire, il Northamptonshire, il Suffolk, il Sussex e lo Yorkshire furono divisi ai fini amministrativi, seguendo le divisioni storiche usate dai tribunali in seduta trimestrale.
In più vi era la contea di Londra che comprendeva l'attuale Londra interna. L'isola di Wight era inizialmente compresa nell'Hampshire ma ottenne il proprio consiglio di contea nel 1890.
Alcune exclave che non erano state toccate dalla riforma del 1844 risentirono dell'istituzione dei consigli di contea, ad esempio l'area di Measham nel Derbyshire fu posta sotto il controllo del consiglio di contea del Leicestershire.
Nel 1894 fu stabilito un sistema a due livelli, con le contee amministrative divise in distretti urbani, distretti rurali e borghi municipali.

### Mappa dal 1890 al 1965
Quando un borgo di contea si espandeva nel territorio di un'altra contea, questo veniva mostrato sulle mappe come un aumento di dimensione della contea madre. Ad esempio, la parte di Bristol a sud del fiume Avon sarebbe parte del Gloucestershire e non del Somerset.
Questo sistema era alla base delle contee cerimoniali usate per la luogotenenza, con un'eccezione: il Cambridgeshire, l'Hampshire, il Lincolnshire, il Northamptonshire, il Suffolk e il Sussex non erano divisi per la luogotenenza (lo Yorkshire, invece, sì).
| Contee amministrative dal 1890 al 1965 | Contee amministrative dal 1890 al 1965 | Contee amministrative dal 1890 al 1965 |
| -------------------------------------- | --- | --- |
|                                        | - 1. Northumberland - 2. Durham - 3. Westmorland - 4. Cumberland - 5. Lancashire - 6. West Riding of Yorkshire - 7. North Riding of Yorkshire - 8. East Riding of Yorkshire - 9. Lindsey - 10. Holland - 11. Kesteven - 12. Nottinghamshire - 13. Derbyshire - 14. Cheshire - 15. Salop (Shropshire) - 16. Staffordshire - 17. Warwickshire - 18. Leicestershire - 19. Rutland - 20. Northamptonshire - 21. Soke of Peterborough - 22. Huntingdonshire - 23. Cambridgeshire - 24. Isola di Ely | - 25. Norfolk - 26. East Suffolk - 27. West Suffolk - 28. Essex - 29. Hertfordshire - 30. Bedfordshire - 31. Buckinghamshire - 32. Oxfordshire - 33. Gloucestershire - 34. Worcestershire - 35. Herefordshire - 36. Wiltshire - 37. Berkshire - 38. Middlesex - 39. Londra - 40. Kent - 41. East Sussex - 42. West Sussex - 43. Surrey - 44. Hampshire - 45. Isola di Wight - 46. Dorset - 47. Somerset - 48. Devon - 49. Cornovaglia |

### Allargamento dei confini
Con l'urbanizzazione e la creazione di sobborghi su vasta scala le aree urbane attorno alle città cominciarono a superare i confini di contea. Dato che i borghi, i distretti urbani e le comunità non potevano superare i confini delle contee, questi ultimi furono ridefiniti.
Alcuni esempi:
- Beauchief, Dore, Norton e Totley nel Derbyshire vennerro annessi a Sheffield nel West Riding nel 1934
- Caversham nell'Oxfordshire venne annesso a Reading nel Berkshire nel 1911
- Little Bowden nel Northamptonshire venne annesso a Market Harborough nel Leicestershire
- metà di Tamworth, storicamente nel Warwickshire, venne a trovarsi nello Staffordshire che finì per inglobare l'intero borgo
- Winshill nel Derbyshire venne annesso a Burton upon Trent nello Stafforshire
- Wythenshawe nello Cheshire venne annesso alla Città di Manchester nel Lancashire
- Reddish and the Heatons, nel Lancashire, vennero annessi al borgo di contea di Stockport nello Cheshire

### 1965: Grande Londra
Vi furono numerosi dibattiti sul futuro dei governi locali in seguito alla crescente urbanizzazione del paese. Furono discusse proposte di espansione o modifica dei borghi di contea o di creazione di contee urbane più grandi, ma non accadde nulla fino al 1963, quando fu approvata la legge entrata in vigore nel 1965.
La contea di Londra fu ingrandita e rinominata Grande Londra, incorporando quasi tutto il Middlesex; il resto fu assegnato al Surrey e all'Hertfordshire. Vi furono altri cambiamenti, come la fusione del Soke of Peterborough e dell'Huntingdonshire in Huntingdon and Peterborough e la fusione del Cambridgeshire con l'Isle of Ely.

### Mappa dal 1965 al 1974
| Contee amministrative dal 1965 al 1974 | Contee amministrative dal 1965 al 1974 | Contee amministrative dal 1965 al 1974 |
| -------------------------------------- | --- | --- |
|                                        | - 1. Northumberland - 2. Durham - 3. Westmorland - 4. Cumberland - 5. Lancashire - 6. West Riding of Yorkshire - 7. North Riding of Yorkshire - 8. East Riding of Yorkshire - 9. Lindsey - 10. Holland - 11. Kesteven - 12. Nottinghamshire - 13. Derbyshire - 14. Cheshire - 15. Salop (Shropshire) - 16. Staffordshire - 17. Warwickshire - 18. Leicestershire - 19. Rutland - 20. Northamptonshire - 21. Huntingdon and Peterborough - 22. Cambridgeshire and Isle of Ely - 23. Norfolk | - 24. East Suffolk - 25. West Suffolk - 26. Essex - 27. Hertfordshire - 28. Bedfordshire - 29. Buckinghamshire - 30. Oxfordshire - 31. Gloucestershire - 32. Worcestershire - 33. Herefordshire - 34. Wiltshire - 35. Berkshire - 36. Grande Londra - 37. Kent - 38. East Sussex - 39. West Sussex - 40. Surrey - 41. Hampshire - 42. Isola di Wight - 43. Dorset - 44. Somerset - 45. Devon - 46. Cornovaglia |

### 1974: Due livelli
Alla fine degli anni 60 del XX secolo appariva ovvio che la struttura di governo locale in Inghilterra e Galles aveva bisogno di una riforma. Il governo del Partito Laburista di Harold Wilson creò pertanto la Commissione Redcliffe-Maud con l'incarico di presentare proposte di riforma generale.
Nel suo rapporto finale la commissione propose l'abolizione della struttura a due livelli amministrativi nella maggior parte del territorio dell'Inghilterra. La precedente suddivisione sarebbe stata sostituita da un sistema di 58 autorità unitarie, che in generale avrebbero ignorato i precedenti confini amministrativi a favore di modifiche geograficamente logiche, ridisegnando completamente la mappa politica. Nelle regioni metropolitane del Merseyside, Lancashire sud-orientale e Cheshire nord-orientale, nonché nella regione di Birmingham, si sarebbero create 3 aree metropolitane con 20 autorità distrettuali.
Tali proposte incontrarono l'opposizione del Partito Conservatore guidato da Edward Heath. I conservatori vinsero le elezioni politiche del 1970 e si misero al lavoro per definire il proprio sistema amministrativo. Questo soppresse il concetto di autorità unitarie (persino per i distretti esistenti), per cui l'intera regione geografica compresa tra Inghilterra e Galles sarebbe stata divisa in contee e distretti uniformi. In Inghilterra le contee sarebbero state modellate in gran parte su quelle esistenti, ma in alcune aree (alquanto lontane dalle aree metropolitane) furono attuate riforme piuttosto radicali.
Nonostante le rassicurazioni del governo, che affermava che le riforme amministrative locali non avrebbero compromesso la specificità locale di nessuno e che le contee antiche e geografiche non sarebbero state formalmente abolite, molte modifiche causarono forti proteste locali. La maggior parte delle modifiche radicali non fu attuata. Tuttavia, un aspetto della riforma sul quale il governo si mostrò irremovibile fu la fusione di piccole contee. Non ebbero successo le campagne per la conservazione delle contee di Rutland e dell'Herefordshire, mentre a causa della sua particolare posizione geografica l'isola di Wight poté mantenere un consiglio di contea autonomo invece di essere riannessa all'Hampshire, la contea di appartenenza originaria.
La Legge sul governo locale, approvata nel 1972, definiva le contee e i distretti metropolitani, ma non i distretti extraurbani, i cui confini vennero invece tracciati da una Commissione per i confini, che aveva iniziato a operare precedentemente.
Le contee metropolitane furono composte nel seguente modo:
- Merseyside - comprendente Liverpool, il Lancashire sud-occidentale nonché, sull'altra riva del fiume Mersey, Wirral nel Cheshire nord-occidentale
- Grande Manchester - comprendente l'area urbana di Manchester e molte città circostanti
- South Yorkshire - comprendente l'area di Sheffield e Rotherham nel West Riding of Yorkshire
- Tyne and Wear - l'aggregato urbano del Tyneside comprendente Newcastle-upon-Tyne nel Northumberland e Sunderland nella contea di Durham
- West Midlands - l'aggregato urbano di Birmingham, incluse la Black Country e Coventry
- West Yorkshire - l'area comprendente Leeds e Bradford nel West Riding of Yorkshire

Altre modifiche significative furono:
- Creazione della contea di Avon, formata da Somerset settentrionale, Gloucestershire meridionale, Bristol e Bath
- Creazione della contea di Cleveland, formata da Durham meridionale e parte settentrionale del North Riding of Yorkshire, concentrata nell'aggregato urbano del Teesside insieme a Guisborough e Hartlepool
- Creazione della Cumbria, composta da Westmorland, Cumberland e parti del Lancashire e dello Yorkshire
- Fusione di Herefordshire e Worcestershire nella contea di Hereford and Worcester
- Creazione dell'Humberside, formato dall'East Riding of Yorkshire e dal Lincolnshire settentrionale
- Annessione di Huntingdon e Peterborough al Cambridgeshire
- Accorpamento del Rutland in qualità di distretto nel Leicestershire
- Cessione all'Oxfordshire di Vale of White Horse, comprendente l'ex capoluogo di contea del Berkshire, Abingdon.

### Mappa dal 1974 al 1995
| Contee amministrative dal 1974 al 1995 | Contee amministrative dal 1974 al 1995 | Contee amministrative dal 1974 al 1995 |
| -------------------------------------- | --- | --- |
|                                        | - 1. Northumberland - 2. Tyne and Wear - 3. Durham - 4. Cleveland - 5. North Yorkshire - 6. Cumbria - 7. Lancashire - 8. Merseyside - 9. Grande Manchester - 10. West Yorkshire - 11. South Yorkshire - 12. Humberside - 13. Lincolnshire - 14. Nottinghamshire - 15. Derbyshire - 16. Cheshire - 17. Shropshire - 18. Staffordshire - 19. West Midlands - 20. Warwickshire - 21. Leicestershire - 22. Northamptonshire - 23. Cambridgeshire | - 24. Norfolk - 25. Suffolk - 26. Essex - 27. Hertfordshire - 28. Bedfordshire - 29. Buckinghamshire - 30. Oxfordshire - 31. Gloucestershire - 32. Hereford and Worcester - 33. Avon - 34. Wiltshire - 35. Berkshire - 36. Grande Londra - 37. Kent - 38. East Sussex - 39. West Sussex - 40. Surrey - 41. Hampshire - 42. Isola di Wight - 43. Dorset - 44. Somerset - 45. Devon - 46. Cornovaglia |

### 1986: Scioglimento dei Consigli metropolitani
Nel 1986 i consigli delle contee metropolitane, compreso il Consiglio della Grande Londra, furono sciolti dal governo di Thatcher per ragioni politiche, ma le contee metropolitane sono rimaste formalmente in vita.

### 1995-1998: Autorità unitarie

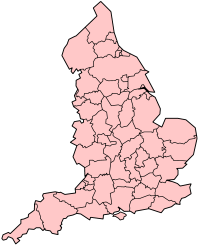
Dal 1º aprile 1996 al 1º aprile 1997

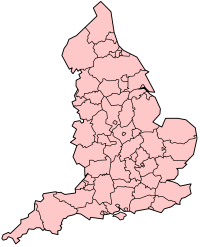
Dal 1º aprile 1997 al 1º aprile 1998

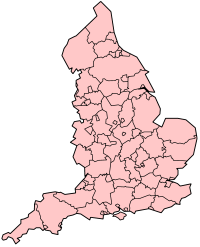
Dal 1º aprile 1998 a oggi

Articolo principale: Riforma amministrativa locale nel Regno Unito del 1990
Gli anni 90 del XX secolo portarono al ripristino dei distretti di contea sotto nuova denominazione, autorità unitarie, con una conseguente modifica radicale della mappa geografica politica dell'Inghilterra. I cambiamenti furono effettuati in diverse tappe.
Il 1º aprile 1995 l'isola di Wight divenne autorità unitaria singola. Precedentemente aveva avuto una struttura a due livelli con un Consiglio di contea dell'Isola e due consigli di distretto: uno a Medina e l'altro a South Wight. Lo stesso giorno furono cedute al Berkshire due piccole aree fino ad allora comprese nel Surrey e nel Buckinghamshire, rendendo il Berkshire confinante con la Grande Londra.
Il 1º aprile 1996 le contestate contee di Avon, Humberside e Cleveland furono abolite e i relativi distretti trasformati in autorità unitarie. Nello stesso periodo l'area amministrativa della città di York fu estesa e separata dal North Yorkshire.
Il 1º aprile 1997 i distretti di Bournemouth, Darlington, Derby, Leicester, Luton, Milton Keynes, Poole, Portsmouth, Rutland e Southampton divennero autorità unitarie. Inoltre, i distretti di Brighton e Hove furono accorpati per costituire la nuova autorità unitaria di Brighton & Hove.
Il 1º aprile 1998 Blackpool, Blackburn with Darwen, Halton, Medway, Nottingham, Peterborough, Plymouth, Swindon, Stoke-on-Trent, Southend-on-Sea, Telford and Wrekin, Torbay, Thurrock e Warrington divennero autorità unitarie. Hereford and Worcester fu abolita e sostituita dall'autorità unitaria dell'Herefordshire e dalla contea shire del Worcestershire. Il Berkshire fu diviso in sei autorità unitarie senza essere abolito formalmente.

### 2000: Londra
Il governo del Partito Laburista guidato da Tony Blair in campagna elettorale si era impegnato ad attuare qualche forma di governo locale per l'intera regione di Londra, pur rimarcando che non si sarebbe trattato di una restaurazione del Consiglio della Grande Londra. L'Autorità della Grande Londra dispone di un sindaco eletto dal popolo e di un'assemblea con poteri di controllo.

### 2004: l'ipotesi regionale
Nell'ambito della politica del governo Blair sul decentramento amministrativo, nel novembre 2004 si svolse un referendum in cui si chiedeva se l'Inghilterra Nord-orientale avrebbe dovuto disporre di un'assemblea regionale a suffragio diretto. Il risultato fu negativo, con conseguente rinuncia ad ulteriori referendum in Inghilterra Nord-occidentale e nello Yorkshire e Humber. Se il referendum avesse generato un 'sì', l'esistente struttura amministrativa nelle regioni interessate sarebbe stata riformata per diventare totalmente unitaria, con un effetto di riflesso per le contee in cui si fosse scelta la soluzione dell'autorità unitaria. Il corso successivo degli eventi portò all'abbandono dell'ipotesi di una regionalizzazione dell'Inghilterra.